# Hrabeiella
Hrabeiella är ett släkte av ringmaskar som beskrevs av Pizl och Chalupsky 1984. Hrabeiella ingår i familjen Parergodrilidae.
Släktet innehåller bara arten Hrabeiella periglandulata.